# Balthazar (Comic)
Balthazar ist eine zwischen 1965 und 1979 erschienene frankobelgische Comicserie.

## Handlung
Balthazar ist ein kleiner älterer Herr mit weißem Schnurrbart, der in allerlei merkwürdige und absurde Situationen gerät.

## Hintergrund
Bob De Moor schrieb und zeichnete die humoristische Reihe, die oft ohne Worte auskommt.
Ursprünglich entwickelte er die Figur als Nebencharakter seiner Serie Monsieur Tric. Hergé gefielen die Probezeichnungen und er regte an, dass De Moor um die Figur eine neue Serie schaffe. Dieser bezeichnete später Balthasar als wesentlichen Schritt der Emanzipation von Hergé und als die Figur, mit der er sich selbst am meisten identifizieren würde.

## Veröffentlichung
Mehr als vierzig Kurzepisoden von einer halben bis ganzen Seite Länge erschienen zwischen 1965 und 1967 in der belgischen und französischen Ausgabe von Tintin. Ein letzter Einseiter kam 1979 in Super Tintin heraus. Magic Strip folgte 1984 mit einem Sammelband. Im deutschen Sprachraum wurden einige Folgen von 1966 bis 1968 im Tim-Magazin veröffentlicht, später insgesamt zwei Gags in Ausgabe 24 und 25 von 1972 des alten Zack-Magazins.

## Rezeption
Balthazar ist in Tim und die Picaros als davonschwebender Luftballon zu sehen.
Bei den Lesern von Tintin war die Serie unbeliebt.
Volker Hamann sieht sie in der Tradition amerikanischer Zeitungscomics.